# Devolutieoorlog
De Devolutieoorlog (1667–1668) was een oorlog waarin koning Lodewijk XIV van Frankrijk aanspraak maakte op delen van het Spaanse Rijk. Hij eiste ze op als erfenis van zijn echtgenote, Maria-Theresia van Habsburg. Frankrijk bezette delen van de Spaanse Nederlanden, evenals het volledige Franche-Comté. De oorlog werd afgesloten met de Vrede van Aken (1668); het Franche-Comté keerde terug naar Spanje, maar in de Spaanse Nederlanden werden onder andere Douai, Rijsel en Sint-Winoksbergen definitief Frans.

## Aanloop

### De toestand van de Spaanse Nederlanden
De Dertigjarige Oorlog (1618–1648) en de Frans-Spaanse Oorlog (1635-1659) hadden het Spaanse Rijk geruïneerd. Toen Karel II van Engeland aanstalten maakte om Duinkerke terug te verkopen, was Spanje de meest aangewezen kandidaat-koper. Duinkerke was immers de zeehaven waar voorheen een Spaanse vloot voor anker lag. Door de financiële toestand van Spanje, verkocht Karel II uiteindelijk aan het meer kredietwaardige Frankrijk (1662). Om te besparen op militaire uitgaven, had Spanje het Zuid-Nederlandse leger ingeperkt en verspreid over de steden. De Spaanse Nederlanden hadden dus geen vloot én geen veldleger meer, enkel garnizoenen. De Europese landen beseften dat Frankrijk spoedig zou binnenvallen. De politieke klasse in Frankrijk dweepte zelfs al met het verlangen dat hun land, volgens het klassieke ideaal van natuurlijke grenzen, zich zou uitstrekken tussen de Rijndelta, de Rijn, de Alpen en de Pyreneeën.
De militaire inspanningen van Spanje in de verre Nederlanden waren ondergeschikt aan de belangstelling voor een buurland: Portugal. Sinds het verlies van het Portugese Rijk (1640) bleef koning Filips IV van Spanje proberen om Portugal opnieuw onder controle te krijgen (de Portugese Restauratieoorlog). Gedurende de periode 1662–1665 bracht Spanje herhaaldelijk een leger op de been, maar de aanvallen werden telkens afgeslagen door Portugees-Engelse troepen. Dit tastte het internationale aanzien van Spanje verder aan. Tegelijkertijd werd de koninklijke familie van Spanje berucht om haar fysieke en mentale aftakeling. Filips IV en zijn tweede echtgenote, Maria-Anna van Oostenrijk, waren oom en nicht. Door dit bloedverwantschap was de latere Karel II van Spanje misvormd en gehandicapt. Hij zou steeds kinderlijk blijven, en vervroegd impotent en seniel worden.

### De verhouding tussen Frankrijk en de Republiek
In 1661 begon de 23-jarige Lodewijk XIV van Frankrijk te regeren. Als voorbereiding op zijn plannen met de Spaanse Nederlanden, sloot hij alvast een verbond met de Republiek der Nederlanden (1662). In heel Europa werd dit beschouwd als een voorteken van een Frans offensief. Johan de Witt, de raadpensionaris van het graafschap Holland, hoopte dat de Republiek kon deelnemen aan de verovering (zijn verdelingsplan van 1663). Al snel werd echter duidelijk dat Frankrijk met niemand wilde delen. De Republiek begon het strijdvaardige Frankrijk te wantrouwen. En zolang de Republiek niet rechtstreeks bedreigd wilde worden door datzelfde Frankrijk, moesten de Spaanse Nederlanden afzonderlijk blijven bestaan als een bufferstaat. De Franse diplomaat Godefroi d'Estrades vatte dit standpunt samen met de slagzin Gallia amica, non vicina: "ze willen Frankrijk te vriend houden, maar geen buurlanden worden".
Ondanks het bondgenootschap met de Republiek, verhoogde Frankrijk haar invoertarieven in het kader van het mercantilistische beleid van minister Colbert. Voor handelsnaties zoals de Republiek hadden invoerrechten een grote economische impact, maar het kwam niet tot een diplomatieke breuk. Toen een Engels-Staatse handelsoorlog (1665–1667) losbarstte, stuurde Frankrijk grondtroepen naar de Republiek om te helpen tegen Münsterse troepen (de Eerste Münsterse Oorlog). Maar al snel vermoedde de Republiek dat Frankrijk de oorlog wou rekken, hopende dat de Republiek en Engeland elkaar verder verzwakten. In de winter van 1666–1667 toonde Engeland zich bereid tot onderhandelingen. Lodewijk XIV wou de Spaanse Nederlanden binnenvallen vooraleer beide landen hun handen weer vrij kregen. Hij sloot alvast een geheime clausule met Karel II van Engeland: Lodewijk zou Karel helpen tijdens de vredesonderhandelingen, Karel garandeerde om niets te ondernemen tegen Lodewijk gedurende één jaar.

### De juridische discussie (1665–1666)
Ter bezegeling van de Vrede van de Pyreneeën was Lodewijk XIV getrouwd met een dochter van Filips IV van Spanje: Maria-Theresia. Als eerstgeboren kind, was zij volgens het Spaanse recht de wettige erfgename van het Spaanse Rijk. Wanneer Spaanse prinsessen trouwden, werd dit erfrecht gewoonlijk afgekocht in de vorm van een bruidsschat. Maria-Theresia zwoer afstand van haar erfrecht, ongeacht alle wetten of gewoontes die enig erfrecht zouden kunnen ondersteunen. De bruidsschat werd vastgelegd op 500.000 gouden écu's. De grootte van het bedrag en de financiële toestand leidden ertoe dat dit niet onmiddellijk betaald werd. Bij het overlijden van Filips IV (september 1665) was hieraan nog steeds niet voldaan. Aangezien Maria-Theresia haar erfrecht afgezworen had en Filips IV een zoon Karel II had gekregen, werd Karel II gehuldigd als troonopvolger. Hij was slechts vier jaar oud, dus zou zijn moeder tien jaar lang optreden als regentes.
Lodewijk XIV was van mening dat het erfrecht van zijn echtgenote, aangezien het niet tijdig afgekocht was, intact was gebleven. Dit erfrecht kon hij laten gelden in alle Spaanse erflanden, maar hij besefte dat geen enkele mogendheid hiermee akkoord zou gaan. Daarom eiste hij enkel de erflanden waar het zogenaamde devolutierecht bestond: wanneer één van de ouders tweemaal huwde, moesten kinderen uit het eerste huwelijk (dus Maria-Theresia) voorrang behouden op kinderen uit het tweede huwelijk (dus Karel II). Het devolutierecht bestond onder andere in Brabant en Henegouwen. Het stamde uit privaatrechtelijke kringen, omdat erfenissen daar vaak ondeelbaar waren. Juristen in heel Europa betwijfelden of het devolutierecht ook toepasbaar was in adellijke kringen; daar waren voldoende landgoederen en financiële middelen om alle nazaten te voorzien van een apanage. Petrus Stockmans stipte aan dat de Brabantse hertogentitel in het verleden steeds was overgegaan op mannelijke nakomelingen, ongeacht in welk huwelijk ze geboren waren. Dochters kwamen pas aan de beurt bij ontstentenis aan zonen. Volgens deze logica moest Brabant aan Karel II en zijn eventuele zonen blijven, vooraleer het aan Maria-Theresia kon toevallen.
Een veel gelezen traktaat van François-Paul de Lisola benadrukte dat de gemaakte afspraken op het moment van de eedaflegging en het huwelijkscontract duidelijk en aanvaard waren. De bruidsschat was slechts een klein onderdeel, dat niet het volledige contract ongeldig maakte. Om het contract te doen naleven, kon Spanje alsnog de bruidsschat betalen, inclusief een rente ter vergoeding van de achterstand. Daarnaast diende Lodewijk XIV rekening te houden met twee wetten: de Transactie van Augsburg (1648) en de Pragmatieke Sanctie (1549). Hierdoor waren de Spaanse Nederlanden samengevoegd tot een personele unie die nooit mocht uiteenvallen. Het was dus niet toegestaan om Brabant en Henegouwen hieraan te onttrekken. Dit was beslist door de keizer zelf en stond dus boven elke plaatselijke wet. Naast Spanje, zou dus ook het Heilige Roomse Rijk zich verzetten als het devolutierecht toegepast werd. Om het Heilige Roomse Rijk buitenspel te zetten, gebruikte Lodewijk XIV zijn invloed binnen de Rijnliga. De vorstendommen Mainz, Keulen, Palts-Neuburg, Münster en Brandenburg-Pruisen sloten neutraliteitsverdragen.

## Het Franse offensief (1667–1668)
De Franse koning was niet geïnteresseerd in een gerechtelijke oplossing, hij had genoeg aan een casus belli om militaire actie te rechtvaardigen. Spanje bereidde zich voor op de inval. Sinds het verlies van Le Quesnoy, Avesnes en Givet (1659) lagen er nog weinig vestingsteden tussen de grens en Brussel. Daarom werd, in juli 1666, op een strategische plaats aan de Samber begonnen aan de bouw van Charleroi, genoemd naar Karel II. In binnen- en buitenland werden regimenten gerekruteerd om de militaire aanwezigheid in het gebied op oorlogssterkte te brengen. Begin 1667 versterkte Frankrijk haar garnizoenen aan de grens en voorzag ze van extra proviand en artillerie. Frankrijk verzamelde 80.000 soldaten, tegen slechts 20.000 Zuid-Nederlandse soldaten.
De eerste vijandigheden waren Franse plunderingen in de streek rond Roeselare, Diksmuide en Brugge. In april 1667 werd te Brussel de Fransman Pierre Pillard opgeknoopt, nadat ontdekt was dat hij de macht had willen grijpen in Luxemburg om de stadspoorten te openen voor Franse troepen. Op 8 mei stuurde Lodewijk XIV een ultimatum naar regentes Maria-Anna, waarin hij het erfrecht nogmaals opeiste namens zijn echtgenote. Op 24 mei staken zijn troepen de grens over. Het hoofdleger, aangevoerd door Turenne en vergezeld door de koning, passeerde tussen de sterke vestingsteden Bergen en Maubeuge. Binche gaf zich over zonder strijd te leveren. Charleroi was nog niet afgewerkt; het Spaanse bewind liet de versterkingen opblazen met buskruit, waarna de vesting werd opgegeven (2 juni). Turenne trok het achterland binnen en nam Aat (16 juni) en Doornik (26 juni) in. Door de tangbeweging had de grensstad Douai geen uitzicht meer op een ontzet. Het gaf zich over op 7 juli.
Tegelijkertijd had een tweede legergroep Sint-Winoksbergen (6 juni) en Veurne (12 juni) ingenomen. Vervolgens vertrok deze legergroep richting Kortrijk, om zich samen te voegen met Turenne zodra deze terugkwam vanuit Douai. Het Spaanse bewind verzamelde haastig een veldleger, om deze legergroep te confronteren vóór de samenvoeging. Het veldleger arriveerde echter te laat om positie te kunnen innemen tussen de twee legergroepen. Het veldleger zou spoedig in de minderheid zijn, en werd teruggehaald naar Gent en Brugge. De Fransen konden dus ongestoord Armentiers (juni of juli) en Kortrijk (18 juli) innemen. Het gros van het leger trok naar Oudenaarde (overgave op 31 juli) en Aalst (overgave op 2 augustus). De opmars ging verder naar Dendermonde. Indien deze stad in Franse handen viel, zouden de Zuid-Nederlandse eenheden rond Gent en Brugge volledig geïsoleerd raken van de overige Nederlanden. Dendermonde was bijgevolg cruciaal voor het voortbestaan van de Spaanse Nederlanden.

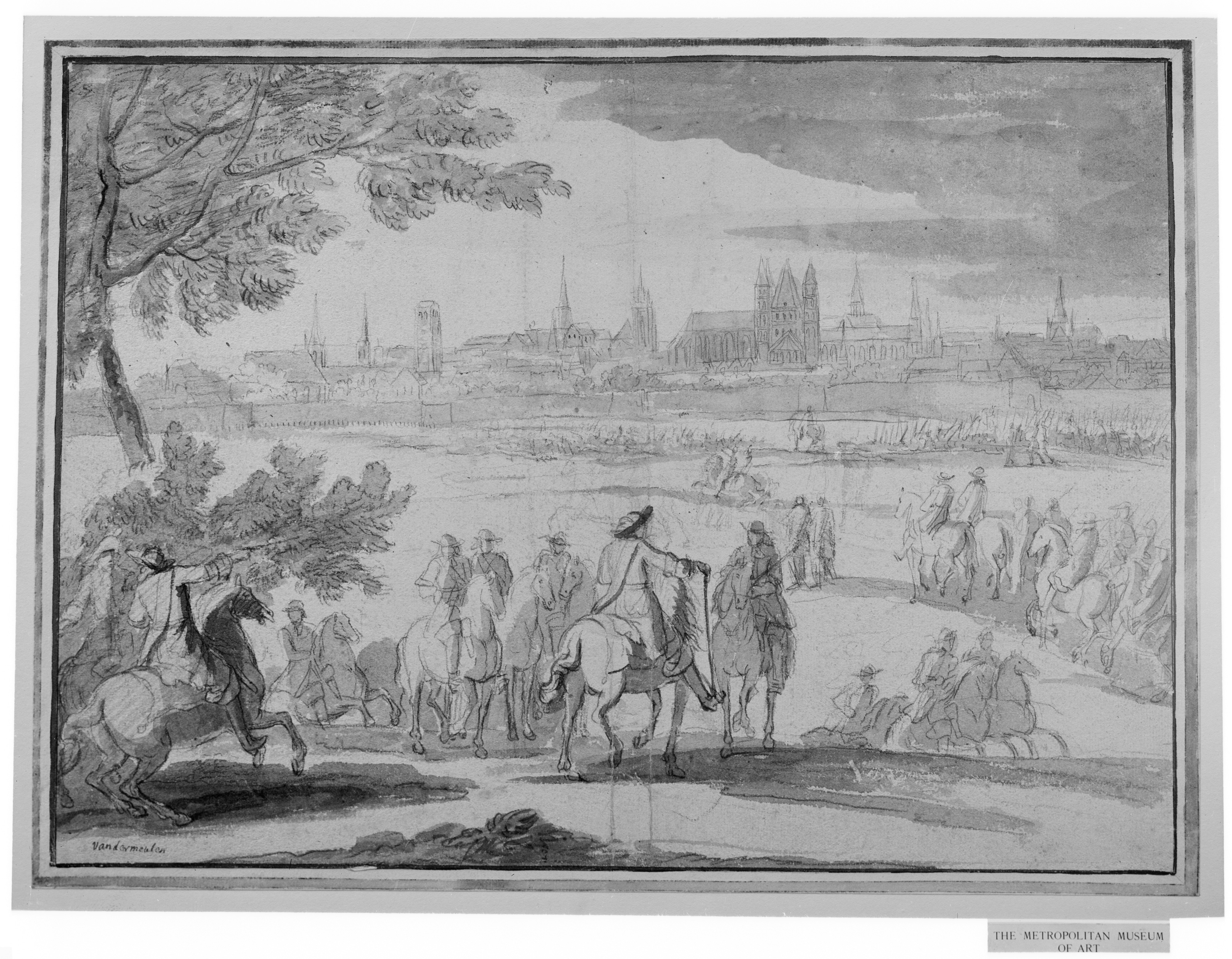
Lodewijk XIV te Doornik
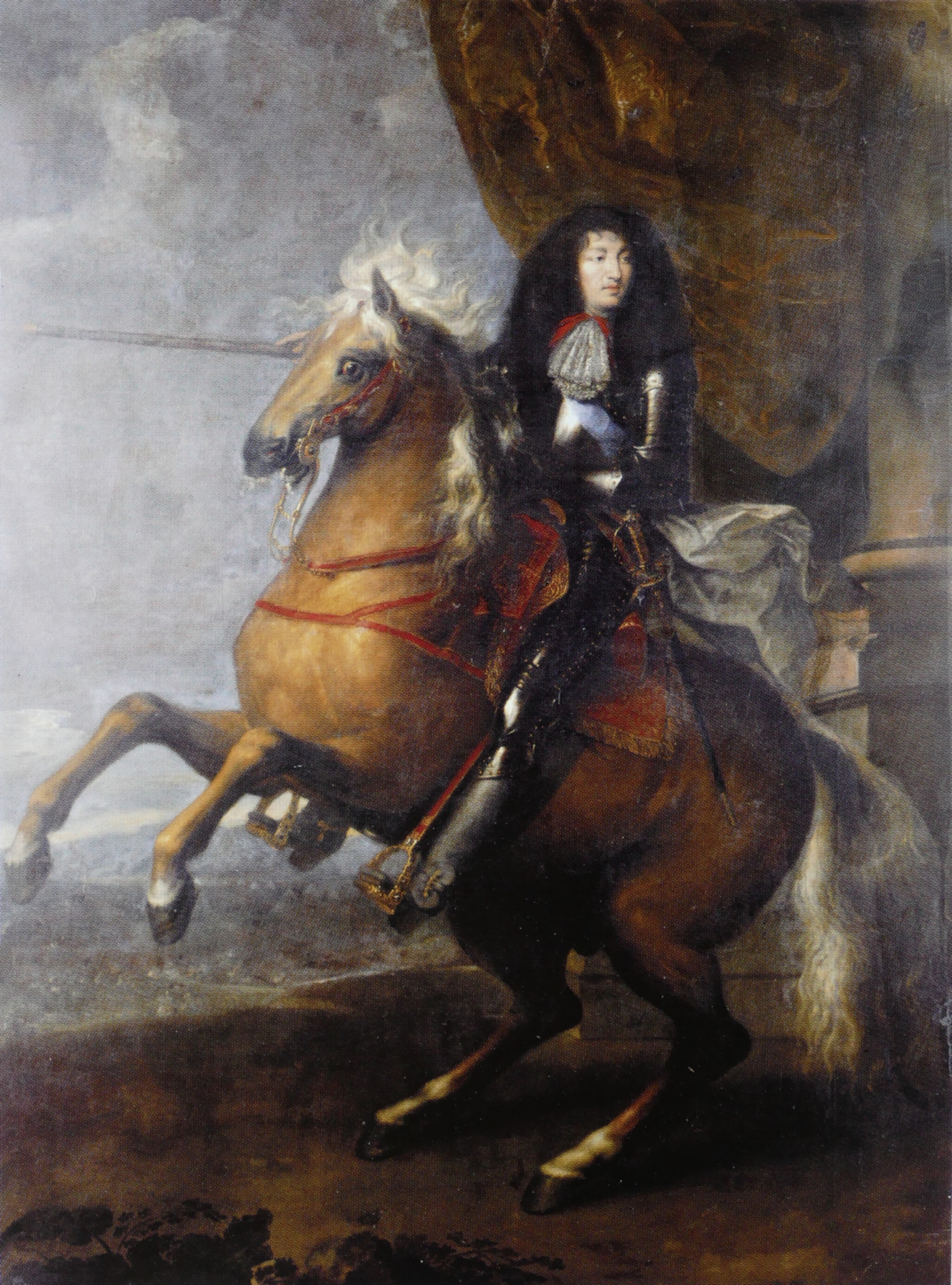
Lodewijk XIV in wapenuitrusting
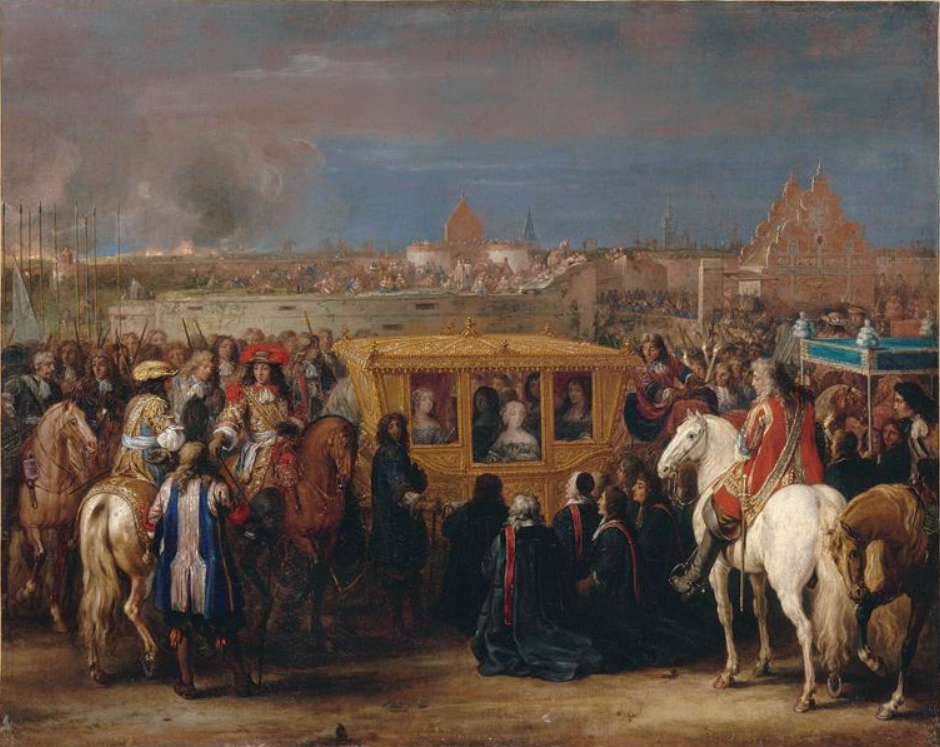
Plechtige intrede in Douai

Het garnizoen van Dendermonde veroorzaakte inundaties, waardoor enkel de hoofdwegen begaanbaar bleven. Het Franse leger concentreerde zijn aanval op één punt van de omwalling en voerde diverse bestormingen uit (4 augustus). Het garnizoen en de burgers konden de bestormingen afslaan. Dendermonde innemen zou veel kostbare tijd kosten. Bovendien viel Aalst opnieuw in Spaanse handen. Turenne besloot Dendermonde achter te laten en zich te richten op Rijsel. Op 10 augustus groef het leger de circumvallatie. Intussen begon het Spaanse bewind opnieuw het veldleger samen te trekken, in de hoop Rijsel te kunnen ontzetten. Rijsel kon twee weken volhouden, voordat de stad (18 augustus) en haar citadel (27–28 augustus) zich overgaven. De Fransen vertrokken onmiddellijk noordwaarts, nog voordat het veldleger wist dat Rijsel zich overgegeven had. Ze verrasten en versloegen het veldleger nabij de Brugse Vaart (31 augustus). De Franse troepen hoefden dus niets meer te vrezen van ontzettingen. Ze bedwongen nog Aalst (12 september) en Bergen (13 september). Omdat de oogsttijd reeds begonnen was, werd een deel van het leger ontbonden.
De reeks nederlagen had de verhouding tussen de Spaanse bewindvoerders helemaal verzuurd. Landvoogd Castel Rodrigo werd al langer verweten dat zijn beleid te passief was geweest in de jaren vóór het conflict. Sinds de winter van 1666 wou hij overplaatst worden naar Spanje, en sindsdien verbleef hij nog weinig in de Nederlanden. Opperbevelhebber Granville weigerde deel te nemen aan het bestuur, zolang Castel Rodrigo landvoogd bleef. Er was dus geen daadkrachtig centraal bestuur meer. Het enige positieve nieuws was dat de Republiek en Engeland de Vrede van Breda sloten; hopelijk zouden zij spoedig Spanje te hulp schieten. Castel Rodrigo kreeg een berisping van het Spaanse hof, toen bekend raakte dat hij delen van de Nederlanden aanbood in ruil voor de beloofde steun. In de onderhandelingen met Frankrijk weigerde het Spaanse hof de territoriale verliezen te aanvaarden. Het was in de waan dat het opnieuw de overhand kon krijgen zodra de Portugese Restauratieoorlog beëindigd was.
Keizer Leopold I kon niets betekenen voor de Spaanse Nederlanden; zijn aartshertogdom Oostenrijk werd bedreigd door een Ottomaanse bezettingsmacht in Transsylvanië. Lodewijk XIV verzekerde de keizer opnieuw dat hij enkel de Spaanse gebieden met devolutierecht liet bezetten. Op basis van deze garantie stemde de keizer voorlopig in met een neutraliteitsverdrag (19–20 januari 1668). Spanje bleef vragen om een tussenkomst van de Republiek en Engeland, maar deze landen wantrouwden elkaar. Uiteindelijk kwamen beide landen toch tot een alliantie, met bijkomende toezegging van Zweden: de Triple Alliantie (23 januari). De alliantie deed zich voor als onpartijdig: Spanje en Frankrijk moesten hun geschil bijleggen en vrede sluiten. Lodewijk XIV liet de geplande offensieven echter gewoon doorgaan. Op 4 februari stak Condé de grens met het Franche-Comté over. De steden moesten zich één voor één overgeven, waardoor het gebied in amper 17 dagen in Franse handen viel. In maart vertrokken Franse troepen vanuit Charleroi richting Brussel. Ze hadden reeds Genepiën bereikt toen Lodewijk XIV eindelijk zijn opmars staakte, uit vrees voor de Triple Alliantie.

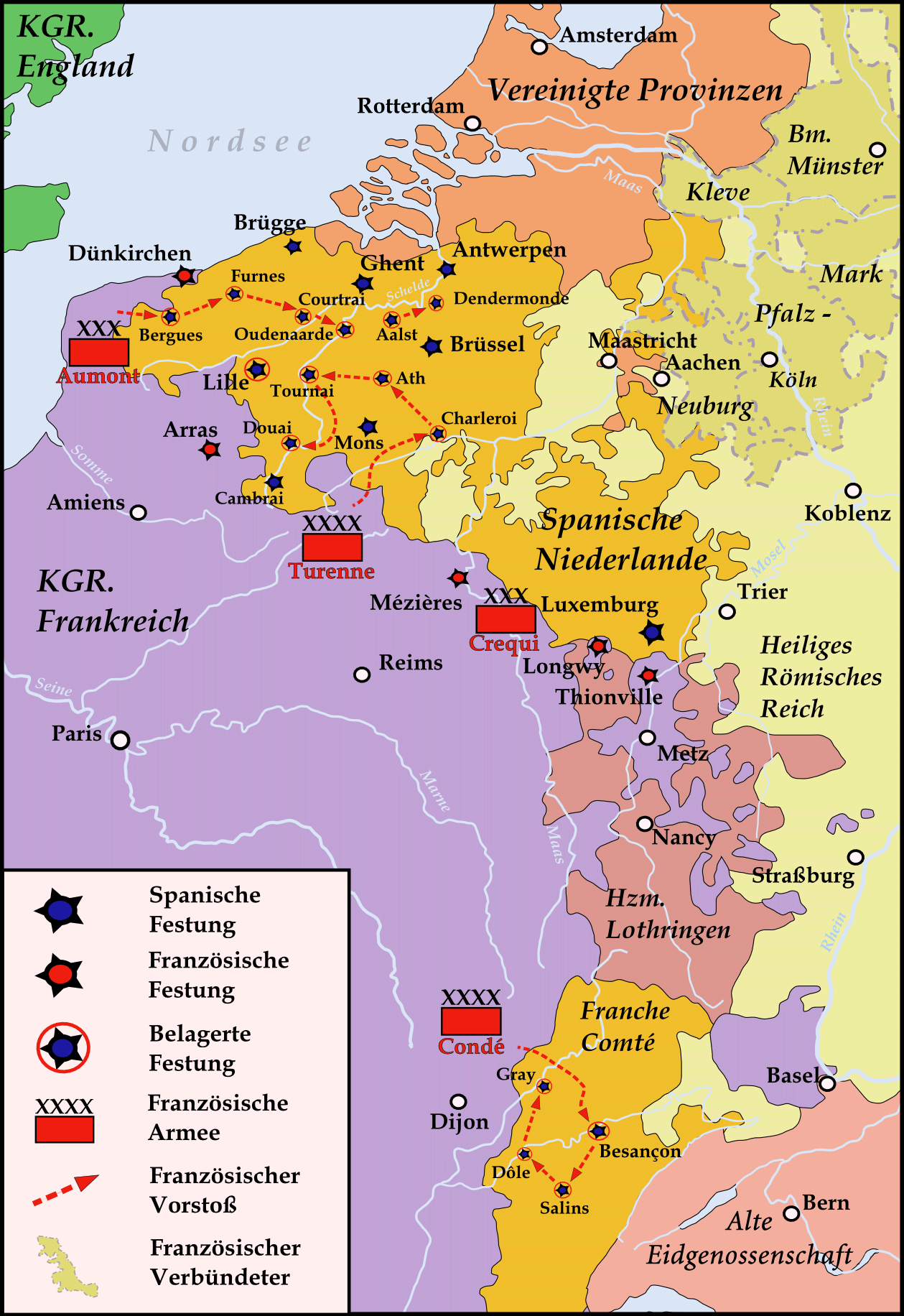
De Franse troepenbewegingen van 1667–1668
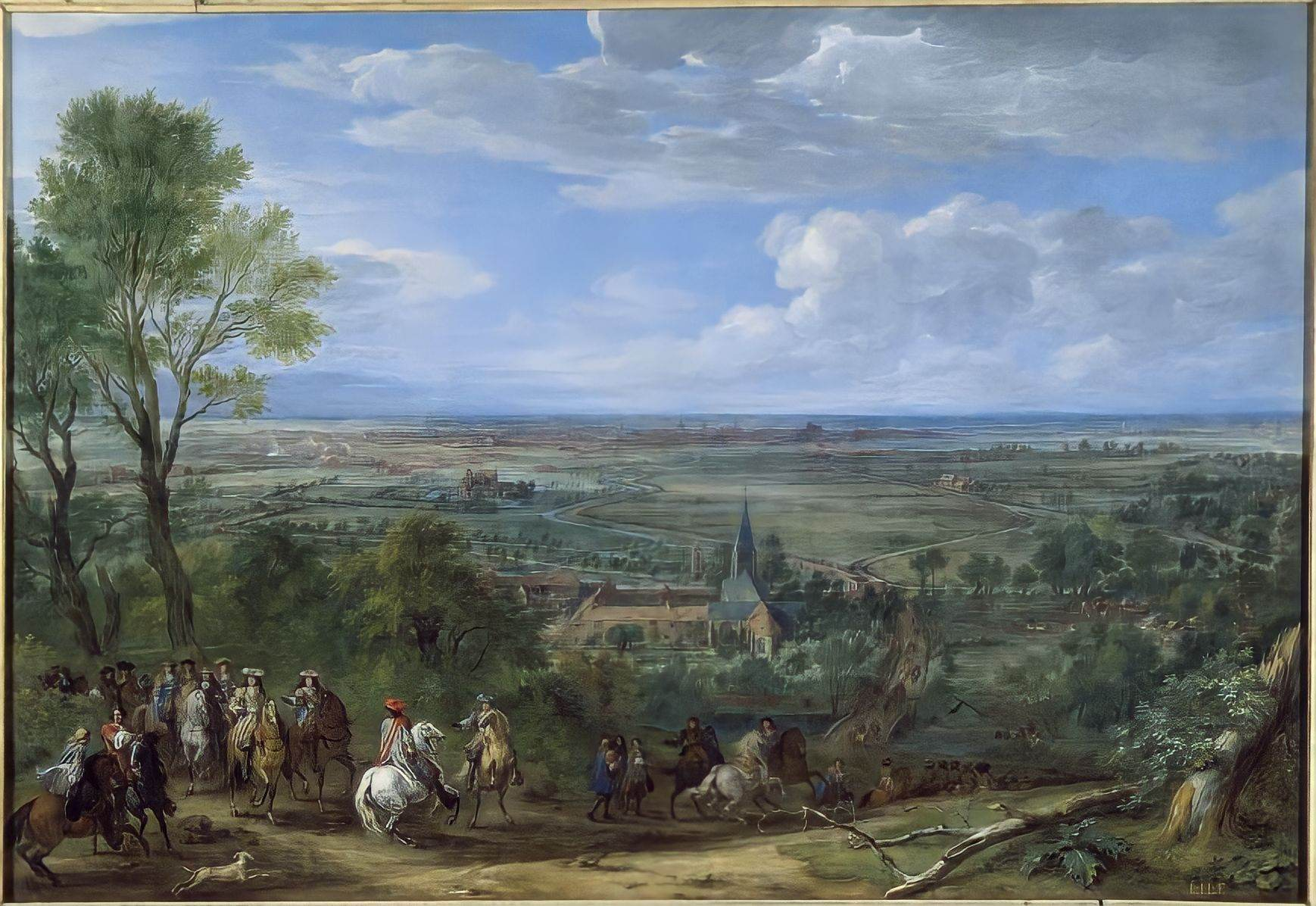
Het beleg van Rijsel
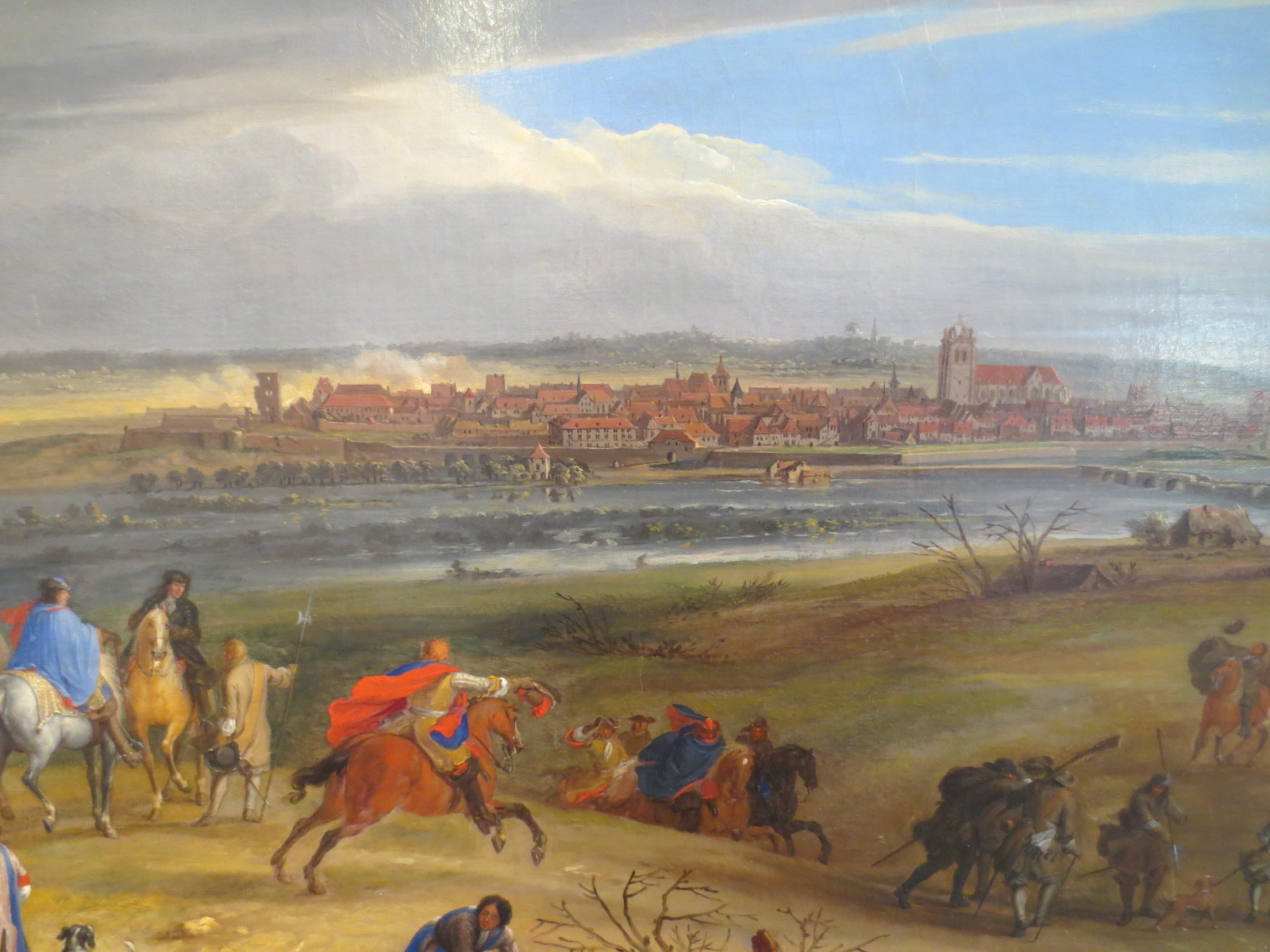
Het beleg van Dole

## De diplomatieke uitweg
Als neutrale plaats voor de onderhandelingen werd Aken gekozen. Enkel de meest recente veroveringen kwamen opnieuw in Spaanse handen: Aalst, Bergen en het Franche-Comté. Grote gebieden vielen aan Frankrijk, zoals de streek rond Douai en Rijsel (zie de kaart van de Université de Liège en het Institut Destrée).
Geschiedkundigen beschouwen de Devolutieoorlog vaak als één geheel met de Hollandse Oorlog (1672–1679), waarbij de Vrede van Aken niet meer voorstelde dan een tijdelijke wapenstilstand. In de Hollandse Oorlog zocht Lodewijk XIV immers vergelding voor de tussenkomst van de Republiek, en richtte hij zich alsnog op de Spaanse Nederlanden.